# Maxim Gargalic
Pas d'image ? Cliquez ici

a Compétitions nationales et continentales officielles uniquement.

b Matchs officiels uniquement.
Dernière mise à jour le 31 décembre 2020.
Maxim Gargalic (en russe : Максим Гаргалык), né le 7 mars 1989, est un joueur moldave de rugby à XV qui évolue au poste de deuxième ligne et de troisième ligne. 

## Biographie
Il commence le rugby à l'université, au sein de la section rugby de l'Academia de Studii Economice a Moldovei (ASEM) à Chișinău. Originellement, il jouait au basketball. En 2008, il signe son premier contrat et rejoint le RCJ Farul Constanța en Roumanie. En 2011, il rejoint la Russie et le Strela-Agro Kazan.
Il reste deux saisons en Russie, puis part tenter sa chance en France. Il rejoint le RC Pays de Saint-Yrieix, qui évolue en Fédérale 3. Mais le club étant amateur, il ne reste que quelques mois en France et retourne en Russie en 2014, rejoignant le Ienisseï-STM. La même année, il est contrôlé positif à la norandrostérone lors d'un match international avec la Moldavie. Il écope d'une suspension de deux ans par World Rugby. Durant ce laps de temps, il rentre en Moldavie et espère se faire blanchir, déclarant « prendre de la norandrostérone dans le cadre d'un traitement après une chirurgie de l'épaule ». Son précédent club, le Ienisseï-STM, le réintègre dès la fin de sa suspension, fin 2016.
Avec le Ienisseï-STM, il va remporter les titres de champion de Russie en 2014, 2017, 2018 et 2019, ainsi qu'une coupe de Russie, une Supercoupe de Russie et trois Boucliers continentaux. Avec le Ienisseï-STM, il a la possibilité de disputer la Challenge Cup. Il y joue 19 matchs, et inscrit un essai en 2018 face aux Newcastle Falcons.
En 2022, il profite des changements de règlement concernant l'éligibilité pour changer de sélection nationale. Natif d'URSS, il est de facto éligible pour représenter la Russie. N'ayant plus représenter la Moldavie depuis 2017, il est libre pour changer de sélection. De plus, cela libère une place pour un joueur étranger supplémentaire dans son club. Il devient ainsi un des premiers joueurs à changer de sélection, avec ses coéquipiers Victor Arhip (Moldave d'origine) et Anton Makarenko (Kazakhstanais d'origine).

## Carrière

### En club
- 2006-2008 :  Sporting ASEM
- 2008-2011 :  RCJ Farul Constanța
- 2011-2013 :  Strela-Agro Kazan
- 2013 :  RC Pays de Saint-Yrieix
- 2014 :  Ienisseï-STM
- 2014-2016 : suspendu pour dopage
- Depuis 2016 :  Ienisseï-STM

## Palmarès
- Championnat de Russie de rugby à XV 2014
- Supercoupe de Russie de rugby à XV 2014
- Bouclier continental de rugby à XV 2016-2017
- Coupe de Russie de rugby à XV 2017
- Championnat de Russie de rugby à XV 2017
- Bouclier continental de rugby à XV 2017-2018
- Championnat de Russie de rugby à XV 2018
- Bouclier continental de rugby à XV 2018-2019
- Championnat de Russie de rugby à XV 2019
- Championnat de Russie de rugby à XV 2020-2021

## Statistiques

### En sélection moldave
| Année | Compétition      | Matchs | Points | Essais | Transf. | Drops | Pénal. |
| ----- | ---------------- | ------ | ------ | ------ | ------- | ----- | ------ |
| 2011  | ENC 1B 2010-2012 | 3      | -      | -      | -       | -     | -      |
| 2013  | ENC 1B 2012-2014 | 2      | 5      | 1      | -       | -     | -      |
| 2014  | ENC 1B 2012-2014 | 3      | 10     | 2      | -       | -     | -      |
| 2016  | RET 2016-2017    | 3      | 15     | 3      | -       | -     | -      |
| 2017  | RET 2016-2017    | 1      | -      | -      | -       | -     | -      |
| Total | Total            | 12     | 30     | 6      | -       | -     | -      |

| Essai | Adversaire | Lieu                                 | Compétition      | Date             | Résultat | Score |
| ----- | ---------- | ------------------------------------ | ---------------- | ---------------- | -------- | ----- |
| 1     | Suède      | Stadionul Dinamo, Chișinău           | ENC 1B 2012-2014 | 9 novembre 2013  | Victoire | 50-20 |
| 1     | Pologne    | Stadion Rosrrit w Siedlcach, Siedlce | ENC 1B 2012-2014 | 5 avril 2014     | Victoire | 12-21 |
| 1     | Tchéquie   | Rc Slavia Praha Stadion, Prague      | ENC 1B 2012-2014 | 26 avril 2014    | Défaite  | 37-19 |
| 1     | Ukraine    | Stadionul Central, Anenii Noi        | RET 2016-2017    | 12 novembre 2016 | Victoire | 54-10 |
| 2     | Pays-Bas   | NRCA Stadium, Amsterdam              | RET 2016-2017    | 19 novembre 2016 | Défaite  | 44-17 |

### En sélection russe
| Année | Compétition | Matchs | Points | Essais | Transf. | Drops | Pénal. |
| ----- | ----------- | ------ | ------ | ------ | ------- | ----- | ------ |
| 2022  | REIC 2022   | 1      | -      | -      | -       | -     | -      |
| Total | Total       | 1      | -      | -      | -       | -     | -      |